# Campionats del món de BMX
Els Campionats del món de BMX són la màxima competició internacional de BMX. Estan organitzats per la Unió Ciclista Internacional des del 1996, encara que ja s'havien anat disputat anteriorment. Es realitzen anualment en una localitat diferent.
Es corren en categoria masculina i femenina, i els vencedors són premiats amb medalla d'or i el dret a portar el mallot Arc de Sant Martí durant un any en futurs esdeveniments de la mateixa disciplina.

## Edicions
| Any  | País          | Lloc         |
| ---- | ------------- | ------------ |
| 1996 | Regne Unit    | Brighton     |
| 1997 | Canadà        | Saskatoon    |
| 1998 | Austràlia     | Melbourne    |
| 1999 | França        | Vallet       |
| 2000 | Argentina     | Córdoba      |
| 2001 | Estats Units  | Louisville   |
| 2002 | Brasil        | Paulínia     |
| 2003 | Austràlia     | Perth        |
| 2004 | Països Baixos | Valkenswaard |
| 2005 | França        | París        |
| 2006 | Brasil        | São Paulo    |

| Any  | País            | Lloc             |
| ---- | --------------- | ---------------- |
| 2007 | Canadà          | Victoria         |
| 2008 | R.P. de la Xina | Taiyuan          |
| 2009 | Austràlia       | Adelaida         |
| 2010 | Sud-àfrica      | Pietermaritzburg |
| 2011 | Dinamarca       | Copenhaguen      |
| 2012 | Regne Unit      | Birmingham       |
| 2013 | Nova Zelanda    | Auckland         |
| 2014 | Països Baixos   | Rotterdam        |
| 2015 | Bèlgica         | Zolder           |
| 2016 | Colòmbia        | Medellín         |
| 2017 | Estats Units    | Rock Hill        |

## Palmarès masculí

### Elit
| Any  | Or                | Plata              | Bronze             |
| 1996 | Dale Holmes       | Randy Stumpfhauser | Florent Boutte     |
| 1997 | John Purse        | Greg Romero        | Matt Hadan         |
| 1998 | Thomas Allier     | Andy Contes        | Dylan Clayton      |
| 1999 | Robert de Wilde   | Christophe Lévêque | Mario Andrés Soto  |
| 2000 | Thomas Allier     | Christophe Lévêque | Dale Holmes        |
| 2001 | Dale Holmes       | Ivo Lakučs         | Randy Stumpfhauser |
| 2002 | Kyle Bennett      | Randy Stumpfhauser | Wade Bootes        |
| 2003 | Kyle Bennett      | Randy Stumpfhauser | Robert de Wilde    |
| 2004 | Warwick Stevenson | Christian Becerine | Bubba Harris       |
| 2005 | Bubba Harris      | Mike Day           | Robert de Wilde    |
| 2006 | Javier Colombo    | Randy Stumpfhauser | Mike Day           |
| 2007 | Kyle Bennett      | Khalen Young       | Randy Stumpfhauser |
| 2008 | Māris Štrombergs  | Steven Cisar       | Sifiso Nhlapo      |
| 2009 | Donny Robinson    | Mike Day           | Ramiro Marino      |
| 2010 | Māris Štrombergs  | Sifiso Nhlapo      | Joris Daudet       |
| 2011 | Joris Daudet      | Māris Štrombergs   | Marc Willers       |
| 2012 | Sam Willoughby    | Joris Daudet       | Moana Moo-Caille   |
| 2013 | Liam Phillips     | Marc Willers       | Luis Brethaueur    |
| 2014 | Sam Willoughby    | Tory Nyhaug        | Tre Whyte          |
| 2015 | Niek Kimmann      | Jelle van Gorkom   | David Graf         |
| 2016 | Joris Daudet      | Niek Kimmann       | Nicholas Long      |
| 2017 | Corben Sharrah    | Sylvain André      | Joris Daudet       |

### Cruiser
| Any  | Or                 | Plata              | Bronze             |
| 1996 | Jamie Staff        | Jason Richardson   | Florent Boutte     |
| 1997 | Christophe Lévêque | Neal Wood          | Dale Holmes        |
| 1998 | Christophe Lévêque | Dale Holmes        | Matt Hadan         |
| 1999 | Christophe Lévêque | Thomas Allier      | Jason Richardson   |
| 2000 | Mario Andrés Soto  | Randy Stumpfhauser | Steven Veltman     |
| 2001 | Christophe Lévêque | Dale Holmes        | Randy Stumpfhauser |
| 2002 | Randy Stumpfhauser | Christian Becerine | Michal Prokop      |
| 2003 | Randy Stumpfhauser | Michal Prokop      | Luke Madill        |
| 2004 | Randy Stumpfhauser | Jason Richardson   | Christian Becerine |
| 2005 | Randy Stumpfhauser | Kevin Batey        | Bjorn Wijnants     |
| 2006 | Donny Robinson     | Danny Caluag       | Damien Godet       |
| 2007 | Jonathan Suarez    | Danny Caluag       | Kevin Batey        |
| 2008 | Thomas Hamon       | Manuel De Vecchi   | Jonathan Suarez    |
| 2009 | Ivo van der Putten | Sander Bisseling   | Vincent Pelluard   |
| 2010 | Renato Rezende     | Andrés Jiménez     | Carlos Oquendo     |

### Contrarellotge
| Any  | Or                  | Plata            | Bronze           |
| 2011 | André Fossa Aguiluz | Jelle van Gorkom | Brian Kirkham    |
| 2012 | Connor Fields       | Liam Phillips    | Sylvain André    |
| 2013 | Connor Fields       | Joris Daudet     | Sylvain André    |
| 2014 | Sam Willoughby      | Corben Sharrah   | Joris Daudet     |
| 2015 | Joris Daudet        | Niek Kimmann     | Connor Fields    |
| 2016 | Niek Kimmann        | Sam Willoughby   | Māris Štrombergs |

## Palmarès femení

### Elit
| Any  | Or                  | Plata                  | Bronze                |
| 1996 | Natarsha Williams   | Natascha Massop        | Kerstin Munski        |
| 1997 | Michelle Cairns     | Karien Gubbels         | Marie McGilvary       |
| 1998 | Rachael Marshall    | Marie McGilvary        | Brigitte Busschers    |
| 1999 | Audrey Pichol       | Dagmara Polakova       | Tatjana Schocher      |
| 2000 | Natarsha Williams   | Ellen Bollansee        | María Gabriela Díaz   |
| 2001 | María Gabriela Díaz | Marie McGilvary        | Elodie Ajinca         |
| 2002 | María Gabriela Díaz | Karine Chambonneau     | Jana Horáková         |
| 2003 | Elodie Ajinca       | Willy Kanis            | Tatjana Schocher      |
| 2004 | María Gabriela Díaz | Cyrielle Convert       | Alice Jung            |
| 2005 | Willy Kanis         | Renee Junga            | Laëtitia Le Corguillé |
| 2006 | Willy Kanis         | María Gabriela Díaz    | Cécile Lazzarotto     |
| 2007 | Shanaze Reade       | Sarah Walker           | Jana Horáková         |
| 2008 | Shanaze Reade       | Anne-Caroline Chausson | Sarah Walker          |
| 2009 | Sarah Walker        | Eva Ailloud            | Arielle Martin        |
| 2010 | Shanaze Reade       | Sarah Walker           | Alise Post            |
| 2011 | Mariana Pajón       | Sarah Walker           | Magalie Pottier       |
| 2012 | Magalie Pottier     | Eva Ailloud            | Romana Labounková     |
| 2013 | Caroline Buchanan   | Lauren Reynolds        | Manon Valentino       |
| 2014 | Mariana Pajón       | Alise Post             | Laura Smulders        |
| 2015 | Stefany Hernández   | Caroline Buchanan      | Simone Christensen    |
| 2016 | Mariana Pajón       | Caroline Buchanan      | Alise Post            |
| 2017 | Alise Post          | Caroline Buchanan      | Mariana Pajón         |

### Cruiser
| Any  | Or                    | Plata             | Bronze            |
| 2006 | Laëtitia Le Corguillé | Samantha Cools    | Maria Belen Dutto |
| 2007 | Sarah Walker          | Aneta Hladíková   | Amélie Despeaux   |
| 2008 | Magalie Pottier       | Amélie Despeaux   | Sarah Walker      |
| 2009 | Sarah Walker          | Manon Valentino   | Vilma Rimšaitė    |
| 2010 | Mariana Pajón         | Romana Labounková | Vilma Rimšaitė    |

### Contrarellotge
| Any  | Or                | Plata             | Bronze            |
| 2011 | Shanaze Reade     | Caroline Buchanan | Mariana Pajón     |
| 2012 | Caroline Buchanan | Shanaze Reade     | Eva Ailloud       |
| 2013 | Mariana Pajón     | Alise Post        | Caroline Buchanan |
| 2014 | Laura Smulders    | Caroline Buchanan | Mariana Pajón     |
| 2015 | Mariana Pajón     | Alise Post        | Sarah Walker      |
| 2016 | Caroline Buchanan | Laura Smulders    | Mariana Pajón     |